# Награда Еми за најбољу споредну женску улогу у мини-серији или ТВ филму

### 2000-е
2000
- Ванеса Редгрејв - Кад би ови зидови могли да говоре 2
- Кети Бејтс - Ени
- Елизабет Франз - Смрт трговачког путника
- Мелани Грифит - RKO 281
- Меги Смит - Дејвид Коперфилд

2001
- Теми Бланчард - Ја и моје сенке: Живот са Џуди Гарланд
- Ен Банкрофт - Рај
- Бренда Блетин - Ана Франк: Цела прича
- Холи Хантер - Живот на први поглед
- Одра Макдоналд - Разум

2002
- Стокард Чанинг - Прича Метјуа Шепарда
- Џоун Ален - Магле Авалона
- Анџелика Хјустон - Магле Авалона
- Дајана Риг - Викторија и Алберт
- Сиси Спејсек - Последњи позив

2003
- Џина Роуландс - Хистерично слепило
- Кети Бејкер - Од врата до врата
- Ен Банкрофт - Римско пролеће госпође Стоун
- Џулијет Луис - Хистерично слепило
- Хелен Мирен - Од врата до врата

2004
- Мери-Луиз Паркер - Анђели у Америци
- Џули Ендруз - Елојз за Божић
- Ен Хејч - Грејсин избор
- Анџелика Хјустон - Анђели гвоздених чељусти
- Анџела Ленсбери - Светионик на Црним водама

2005
- Џејн Александер - Ворм Спрингс
- Кети Бејтс - Ворм Спрингс
- Камрин Манхајм - Елвис
- Шарлиз Трон - Живот и смрт Питера Селерса
- Џоана Вудвард - Емпајер Фолс

2006
- Кели Макдоналд - Девојка у кафеу
- Елен Берстин - Госпођа Харис
- Ширли Џоунс - Скривена места
- Клорис Личман - Госпођа Харис
- Алфри Вудард - Пространо је море

2007
- Џуди Дејвис - Све испочетка
- Тони Колет - Цунами: Последице
- Саманта Мортон - Лонгфорд
- Ана Паквин - Покопај ми срце код Вундид Нија
- Грета Скаки - Пут искупљења

2008
- Ајлин Аткинс - Кранфорд
- Лора Дерн - Пребројавање
- Ешли Џенсен - Статисти
- Одра Макдоналд - Суво грожђе на сунцу
- Алфри Вудард - Слике Холис Вудс

2009
- Шоре Агдашлу - Садамова кућа
- Марша Геј Харден - Храбро срце Ирене Сендлер
- Џенет Мактир - Олуја рата 2
- Џин Триплхорн - Сиви вртови
- Сисели Тајсон - Релативни странац

### 2010-е
2010
- Џулија Ормонд - Темпл Грендин
- Кети Бејтс - Алиса
- Кетрин О’Хара - Темпл Грендин
- Сузан Сарандон - Не знате ви Џека
- Бренда Вакаро - Не знате ви Џека

2011
- Меги Смит - Даунтонска опатија
- Ајлин Аткинс - Господска кућа
- Мелиса Лио - Милдред Пирс
- Мер Винингам - Милдред Пирс
- Еван Рејчел Вуд - Милдред Пирс

2012
- Џесика Ланг - Америчка хорор прича
- Франсес Конрој - Америчка хорор прича
- Џуди Дејвис - Осма страна
- Сара Полсон - Промена игре
- Мер Винингам - Хатфилди и Макоји

2013
- Елен Берстин - Политичке животиње
- Сара Полсон - Америчка хорор прича: Лудница
- Шарлот Ремплинг - Немирни
- Имелда Стонтон - Девојка
- Алфри Вудард - Челичне магнолије

2014.
- Кети Бејтс - Америчка хорор прича: Вештичје коло
- Анџела Басет - Америчка хорор прича: Вештичје коло
- Елен Берстин - Цвеће на тавану
- Франсес Конрој  - Америчка хорор прича: Вештичје коло
- Џулија Робертс - Нормално срце
- Алисон Толман - Фарго

2015.
- Реџина Кинг - Амерички злочин
- Анџела Басет - Америчка хорор прича: Циркус наказа
- Кети Бејтс - Америчка хорор прича: Циркус наказа
- Зои Казан - Олив Китериџ
- Моник - Беси
- Сара Полсон - Америчка хорор прича: Циркус наказа

2016.
- Реџина Кинг - Амерички злочин
- Кети Бејтс - Америчка хорор прича: Хотел
- Оливија Колман - Ноћни менаџер
- Мелиса Лио - До краја
- Сара Полсон - Америчка хорор прича: Хотел
- Џин Смарт - Фарго

2017.
- Лора Дерн - Невине лажи
- Џуди Дејвис - Завада: Бети и Џоун
- Џеки Хофман - Завада: Бети и Џоун
- Реџина Кинг - Амерички злочин
- Мишел Фајфер - Чаробњак за лажи
- Шејлин Вудли - Невине лажи

2018.
- Мерит Вивер - Godless
- Сара Барелис - Jesus Christ Superstar Live in Concert
- Пенелопе Круз - Атентат на Ђанија Версачеа: Америчка крими прича
- Џудит Лајт - Атентат на Ђанија Версачеа: Америчка крими прича
- Адина Портер - Америчка хорор прича: Култ
- Летиша Рајт - Црно огледало

2019.
- Патриша Аркет - Представа
- Марша Стефани Блејк - Кад нас виде
- Патриша Кларксон - Оштри објекти
- Вира Фармига - Кад нас виде
- Маргарет Кволи - Фоси/Вердон
- Емили Вотсон - Чернобиљ

### 2020-е
2020.
- Узо Адуба - Госпођа Америка
- Тони Колет - Unbelievable
- Марго Мартиндејл - Госпођа Америка
- Џин Смарт - Надзирачи
- Холанд Тејлор - Холивуд
- Трејси Алман - Госпођа Америка

2021.
- Џулијана Николсон - Мер из Истауна
- Рене Елис Голдсбери - Хамилтон
- Кетрин Хан - ВандаВизија
- Мозес Инграм - Дамин гамбит
- Џин Смарт - Мер из Истауна
- Филипа Су - Хамилтон

2022.
- Џенифер Кулиџ - Бели лотос
- Кони Бритон - Бели лотос
- Александра Дадарио - Бели лотос
- Кејтлин Дивер - Dopesick
- Наташа Ротвел - Бели лотос
- Сидни Свини - Бели лотос
- Мер Винингам - Dopesick

2023.
- Ниси Неш - Дамер — Монструм: Прича о Џефрију Дамеру
- Анали Ешфорд - Welcome to Chippendales
- Марија Бело - Beef
- Клер Дејнс - Fleishman Is in Trouble
- Џулијет Луис - Welcome to Chippendales
- Камила Морон - Daisy Jones & the Six
- Мерит Вивер - Tiny Beautiful Things